# Área metropolitana de San Luis Obispo-Paso Robles
El Área Metropolitana de San Luis Obispo-Paso Robles y oficialmente como Área Estadística Metropolitana de San Luis Obispo-Paso Robles, CA MSA tal como lo define la Oficina de Administración y Presupuesto, es un Área Estadística Metropolitana centrada en las ciudades de San Luis Obispo y Paso Robles en el estado estadounidense de California. El área metropolitana tenía una población en el Censo de 2010 de 269.637 habitantes, convirtiéndola en la 170.º área metropolitana más poblada de los Estados Unidos. El área metropolitana de San Luis Obispo-Paso Robles comprende solamente el condado de San Luis Obispo y la ciudad más poblada es San Luis Obispo.

## Composición del área metropolitana

### Ciudades
Arroyo Grande |
Atascadero |
Grover Beach |
Morro Bay |
Paso Robles |
Pismo Beach |
San Luis Obispo 

### Lugares designados por el censo
Avilla Beach |
Baywood-Los Osos |
Blacklake |
Callender |
Cambria |
Cayucos |
Creston |
Edna |
Garden Farms |
Lake Nacimiento |
Los Osos |
Los Ranchos |
Nipomo |
Oak Shores |
Oceano |
San Miguel |
San Simeón  |
Santa Margarita |
Shandon |
Templeton |
Whitley Gardens |
Woodlands 